# Gojko Kačar
Gojko Kačar (Novi Sad, Sèrbia, 26 de gener de 1987) és un futbolista serbi. Va disputar 25 partits amb la selecció de Sèrbia.

## Estadístiques
| Selecció de Sèrbia | Selecció de Sèrbia | Selecció de Sèrbia |
| Anys               | Partits            | Gols               |
| ------------------ | ------------------ | ------------------ |
| 2007               | 1                  | 0                  |
| 2008               | 5                  | 0                  |
| 2009               | 8                  | 0                  |
| 2010               | 8                  | 0                  |
| 2011               | 3                  | 0                  |
| Total              | 25                 | 0                  |